# Igor Karlovšek
Igor Karlovšek, slovenski pisatelj, scenarist in odvetnik * 9. december 1958, Celje.

## Življenje
Dijaška leta je preživel na 1. gimnaziji v Celju, diplomo in magisterij pa je opravil na Pravni fakulteti v Ljubljani. Svoje prve zapise je objavil v Anteni in Pavlihu v sedemdesetih letih, ko pa je bil star petnajst let, je v Mladih potih izšel njegov prvi roman Mesečna noč. Kratko prozo pa je do konca sedemdesetih let objavljal v Sodobnosti, Dialogih, Mentorju, reviji Srce in oko ter drugih. Živi v Radečah z ženo Marijo in dvema sinovoma. Z ženo delata v odvetniški pisarni v Celju. Leta 2005 je prejel nagrado večernico (za najboljšo otroško in mladinsko literaturo) za roman Gimnazijec.

## Slog
Snov v njegovih romanih je najpogosteje družbeno aktualna, črpa jo iz vsakdanjega življenja. Kot odvetnik se vsak dan ukvarja z različnimi družbenimi problemi, z ljudmi, ki hodijo po robu, raznovrstnim kriminalom, zato pravimo, da je motiv za njegove romane največkrat racionalne narave. Njegova značilnost je verizem, ki ga najdemo v zelo natančnih opisih pravil policije, dela sodišč in drugih uradnih inštitucij. Sam pravi, da nekatere prizore in poglavja fizično vidi ter občuti že med predpripravo, ko roman »piše še v glavi«. »Sam tehnični zapis je nato bolj ali manj zvesto sledenje zgodbi, ki se je v meni že odigrala in zato je polifona struktura romanov že v meni, preden začnem pisanje.« (Sodobnost, 43, št. 3/4, 1995). Prav to sočasno dogajanje različnih zgodb vnaša v njegove zgodbe izjemno napetost in dramatičnost.

## Dela

### Radijske igre
- Vozli inšpektorja Kocjana (Izsiljevalčeva smrt), 1997. (COBISS)
- Zanke inšpektorja Kocjana (Dvojni pogled) (COBISS), Dediščina (COBISS), Samotna smrt (COBISS), Čokoladna strast (COBISS), Umor pred lokalom) (COBISS), 1997.

### Filmski scenariji
- Senzor, 1988. (COBISS)
- Ugrabitev 1, 1995. (COBISS)
- Umor 2, 1995. (COBISS)
- Vlomilci 3, 1995. (COBISS)
- Dosjeji J. K., 1996.
- Klan, 1998. (COBISS)

### Romani
- Bazen, 1990. (COBISS)
- Rodoljub, 1994. (COBISS)
- Navzdol in naprej, 1994. (COBISS)
- Klan, 1994. (COBISS)
- Polnočna loža, 1995. (COBISS)
- V objemu lože, 1997. (COBISS)
- Modra Vrtnica, 1998. (COBISS)
- Pobarvani dosjeji, 2001. (COBISS)
- Gimnazijec, 2004. (COBISS)
- Mojca, 2007
- Matej, 2011
- Preživetje, 2018
- Ognjeno pleme: Pobeg, 2019.
- Na svidenje, Lara, 2020. (COBISS)
- Ognjeni trije: Izgon, 2022.
- Peta osebna, 2022 (COBISS)